# Apophthegmata Patrum
De Apophthegmata Patrum (Latijn:  "uitspraken van de vaders", van het Griekse: ἀποφθέγματα τῶν πατέρων), ook bekend als Gerontikon of Alphabetikon, is een verzameling korte zinnen (apophthegmata), waarvan wordt gezegd dat ze afkomstig zijn van de eerste christelijke monniken in Egypte, de zogenaamde woestijnvaders. De meeste uitspraken worden toegeschreven aan monniken uit de 4e en 5e eeuw, zoals Poimen, Macarius de Egyptenaar en Antonius van Egypte.
De collectie is uiterlijk aan het einde van de 5e eeuw ontstaan en was bij al bekend Benedictus van Nursia (rond 480-547) uit de Gesprekken met de vaders van Johannes Cassianus. Zoals een van hun alternatieve titels zegt, zijn de uitspraken en gebeurtenissen van de oude vaders gerangschikt volgens het (Griekse) alfabet.
De Apophthegmata zijn oorspronkelijk in het Koptisch of Grieks geschreven. Ze werden continu bewerkt, aangevuld en vertaald in andere talen. Daarom bevatten de vertalingen ook andere versies en andere uitspraken van dezelfde woestijnvaders. Vanwege hun uniformiteit en perfecte vorm zijn deze geschreven zinnen vrijwel zeker niet letterlijk wat de woestijnvaders zeiden.
Sommige van de hierin bewaard gebleven uitspraken lijken op de Koan, korte zinnen gemaakt door Japanse zenmeesters.